# Nota Hull

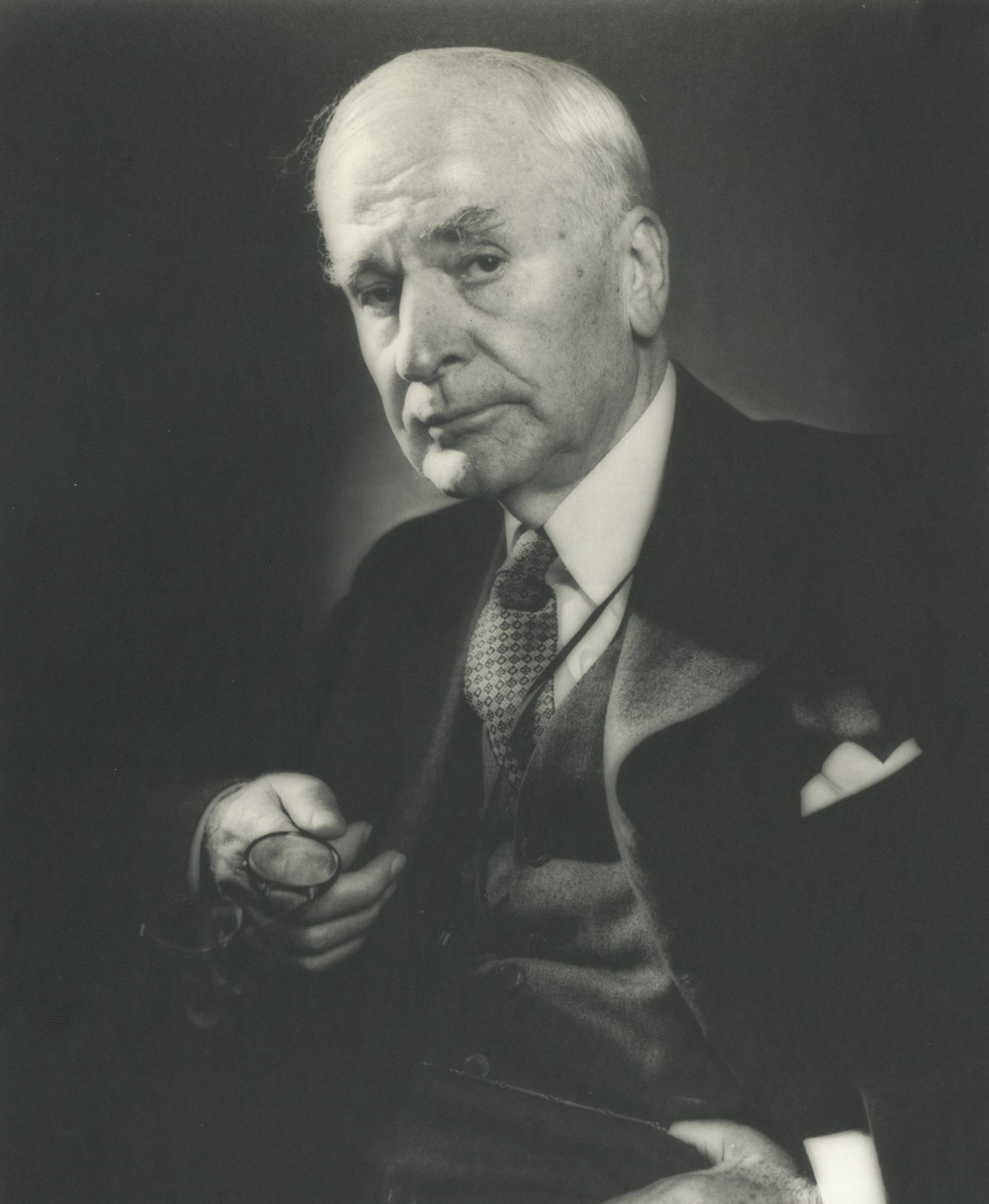
El secretario de Estado Cordell Hull, autor de la nota diplomática que lleva su nombre.

La Nota Hull fue el nombre que recibió una nota diplomática entregada en Washington D. C. el 26 de noviembre de 1941 por el Secretario de Estado de Estados Unidos Cordell Hull a los representantes del Imperio de Japón en el curso de las conversaciones que venían manteniendo para alcanzar un acuerdo que pusiera fin a la creciente tensión entre los dos países, especialmente desde que en julio de 1941 el presidente Franklin D. Roosevelt hubiera decretado la congelación de todos los activos japoneses en Estados Unidos y el embargo de las exportaciones de petróleo como respuesta a la ocupación japonesa de la Indochina francesa. Los duros términos que contenía la nota fueron considerados por el gobierno japonés del general Hideki Tojo y por los Estados Mayores del Ejército y de la Armada imperiales como un ultimátum, por lo que Japón decidió completar las operaciones militares que ya estaban en marcha para entrar en guerra con Estados Unidos. De hecho un día antes de que el gobierno japonés recibiera la Nota Hull había zarpado en secreto desde las islas Kuriles la flota que iba a atacar la base de Pearl Harbor, en las islas Hawái.

## Antecedentes

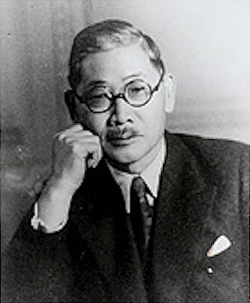
Shigenori Togo, ministro de Asuntos Exteriores de Japón.

El 1 de noviembre de 1941 se reunió la conferencia de enlace entre el gobierno de Hideki Tojo y los Estados Mayores del Ejército y la Armada imperiales en la que se decidió ampliar la fecha límite para las conversaciones con Estados Unidos al 30 de noviembre, aunque mientras tanto continuarían los preparativos bélicos. Dos días después el ministro de Asuntos Exteriores Shigenori Togo encargó al experimentado diplomático Saburo Kurusu que fuera a Washington con la misión de llevar las negociaciones con el gobierno estadounidense. Togo le informó de las condiciones japonesas pactadas en la conferencia: un Plan A, en el que no se hacía ninguna concesión importante a las demandas estadounidenses, y un Plan B que sólo debería plantearse como último recurso y que incluía la retirada de las tropas japonesas del sur de la Indochina francesa. Antes de partir, Kurusu se entrevistó con el primer ministro, el general Hideki Tojo, quien le dijo: «Haga todo lo posible y regrese con un acuerdo».

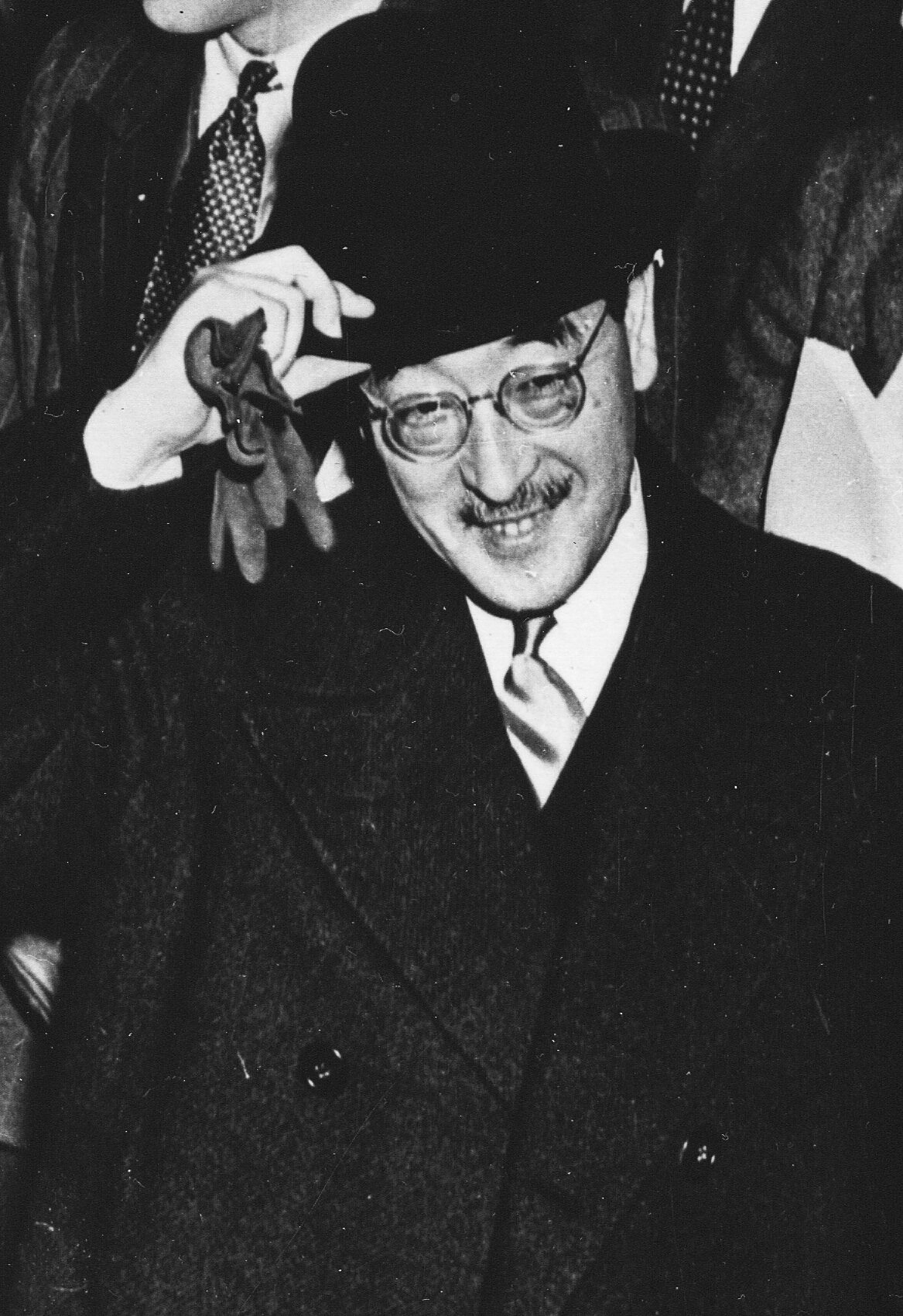
Saburo Kurusu, enviado especial del gobierno japonés

Kurusu salió de Japón el 7 de noviembre, el mismo día en que el embajador Kichisaburō Nomura presentaba al secretario de Estado Cordell Hull el Plan A, que Togo le había enviado desde Tokio —comunicación que fue interceptada y descodificada por los servicios de inteligencia estadounidenses que interpretaron que Japón estaba preparándose para la guerra mientras mantenía las conversaciones diplomáticas y así se lo comunicaron al secretario Hull—. Cuando Kurusu llegó a Washington el 15 de noviembre aún no se habían iniciado las negociaciones formales —Hull le había dicho a Nomura que antes era necesario efectuar «conversaciones exploratorias»—. Mientras tanto los preparativos bélicos continuaban y el mismo día de la llegada de Kurusu a Washington se había reunido en Tokio la conferencia de enlace en la que se había aprobado el «Plan para Facilitar la Conclusión de la Guerra con Estados Unidos, Gran Bretaña y Países Bajos». Éste decía:

Nuestro objetivo es destruir rápidamente las bases situadas en Extremo Oriente que pertenezcan a Estados Unidos, Gran Bretaña y Países Bajos, a fin de asegurar nuestra supervivencia y defensa, al tiempo que intentamos activamente obtener la rendición del régimen de Chiang Kai-shek, cooperando con Alemania e Italia para obligar a los británicos a que se rindan primero e intentar privar a Estados Unidos de la voluntad de seguir luchando.

El 17 de noviembre Kurusu se entrevistó con Roosevelt en el Despacho Oval, reunión a la que también asistieron el embajador Nomura y el secretario de Estado Hull. Kurusu le pidió al presidente que viera la situación desde «la perspectiva japonesa», a lo que Roosevelt le contestó: «Entre amigos nunca está dicha la última palabra», frase que le impresionó. Sin embargo, no se avanzó en los temas cruciales, especialmente en cuanto al deseo estadounidense de que Japón abandonara el Pacto Tripartito —en una reunión anterior Hull le había dicho a Nomura que le resultaría muy difícil «hacer creer a la población de este país y a la de todas las naciones pacíficas que Japón estaba actuando con miras a la paz», pues «estaba ligado por una alianza al agresor más flagrante que ha aparecido en el planeta en los últimos dos mil años», añadiendo a continuación que si el gobierno de Estados Unidos «llegaba a un acuerdo con Japón, mientras Japón seguía obligado con Alemania», la gente podría «lincharme»—. En el memorándum que escribió Hull sobre la reunión anotó que «respecto a los tres principales puntos que separan a nuestros dos países [la igualdad de oportunidades comerciales, la retirada de China y el Pacto Tripartito]… no se hizo esfuerzo alguno por resolver esas cuestiones en la reunión».

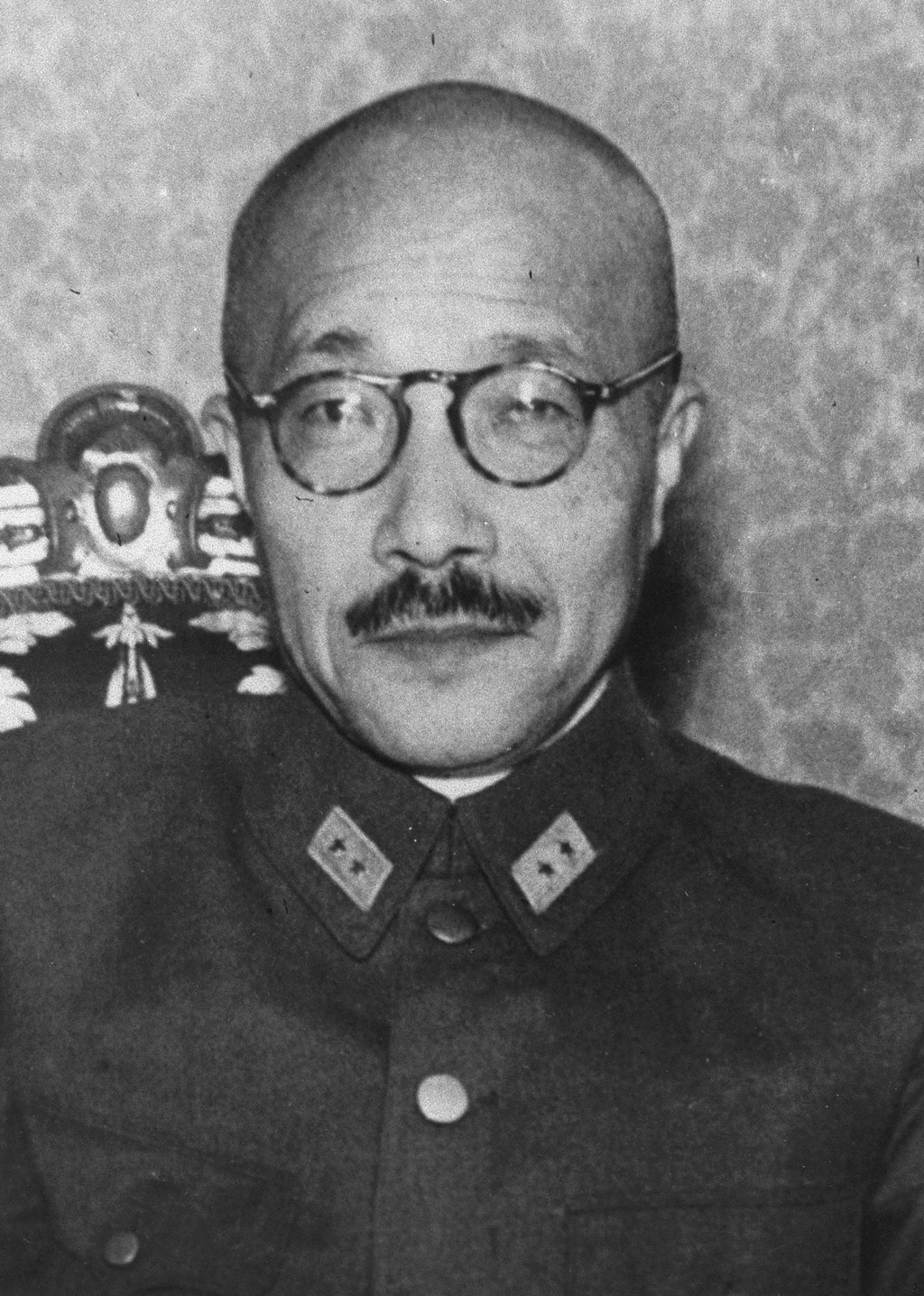
El primer ministro Hideki Tojo.

No ayudó en nada a las «conversaciones exploratorias» el discurso, radiado por primera vez a todo el país, que pronunció el mismo día de la entrevista de Kurusu con Roosevelt el primer ministro Tojo ante el parlamento japonés en el que dijo que las sanciones económicas impuestas por Estados Unidos eran «un acto agresivo y hostil equivalente a un conflicto armado», pidiendo a continuación la unión de la nación «ocurra lo que ocurra». Finalizó su alocución expresando su respeto y gratitud hacia las «almas heroicas de los muertos en combate» para proteger a su nación. Honrar a los soldados caídos era precisamente el argumento que Tojo siempre había esgrimido para oponerse a la retirada de China.

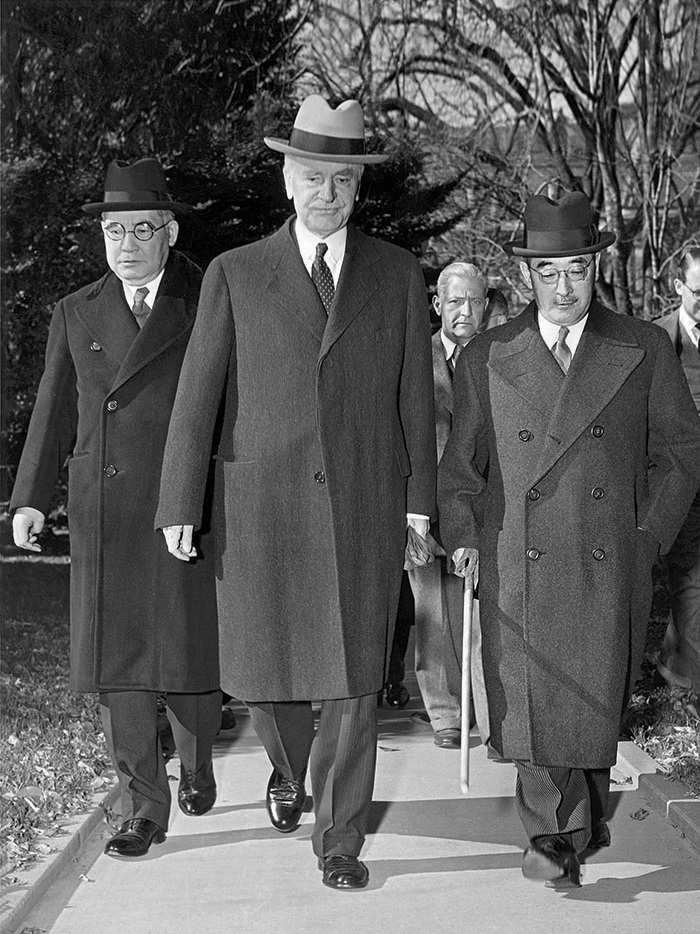
Nomura (izquierda) y Kurusu (derecha) con el secretario de Estado Hull.

Al día siguiente, 18 de noviembre, Kurusu y Nomura se reunieron con Hull, quien reiteró que mientras Japón siguiera ligado al Pacto Tripartito no sabía si «podría hacerse algo para alcanzar un acuerdo satisfactorio con Japón». Entonces fue cuando inesperadamente el embajador Nomura pasó directamente al Plan B y sugirió la retirada de las tropas japonesas del sur de Indochina, de forma que los dos países pudieran «[volver] al estatus existente antes de esa fecha en julio… antes de que [Estados Unidos] pusiera en vigor las medidas de congelación». Pero a Hull no le pareció suficiente y dijo que el embargo no sería levantado hasta que los japoneses hubieran «tomado definitivamente un rumbo pacífico y renunciado a los planes de conquista». Nomura insistió y entonces Hull dijo que consultaría la nueva propuesta japonesa con los británicos y con los holandeses.
Kurusu y Nomura enviaron un mensaje optimista a Tokio sobre la marcha de las conversaciones, pero el 20 de noviembre recibieron un duro telegrama del ministro Togo que estaba furioso porque antes de haber explorado todas las posibilidades del Plan A hubieran pasado al Plan B y sobre todo porque hubieran presentado la retirada de las tropas del sur de Indochina como una propuesta aislada. Así que les ordenó que presentaran una versión del Plan B que además de la retirada de las tropas, que aparecía en quinto y último lugar, incluía otros cuatro puntos: 1) el compromiso de Japón de no ir más allá de Indochina en sus avances militares; 2) la cooperación para la obtención de los recursos de las Indias Orientales Neerlandesas; 3) el levantamiento del embargo de petróleo y de la congelación de los activos japoneses en Estados Unidos; 4) el compromiso de Estados Unidos de que no intervendría en la paz chino-japonesa que pusiera fin a la guerra que mantenían desde 1937. Togo concluía diciendo: «Si no podemos obtener la aprobación estadounidense para este plan, simplemente tendremos que aceptar la posibilidad de que las conversaciones hayan fracasado».

Asia Oriental y el Pacífico cuando comenzó la Segunda Guerra Mundial.

El 20 de noviembre Nomura y Kurusu entregaron personalmente el Plan B completo al secretario Hull, quien los recibió muy fríamente para consternación de los dos representantes japoneses. Hull les dijo que el público estadounidense veía a Japón como un aliado de la Alemania nazi y que entre los dos querían repartirse el mundo. En cuanto a la propuesta japonesa les comentó privadamente que la consideraba como un ultimátum, añadiendo a continuación que sus estipulaciones eran «tan ridículas que ningún alto funcionario estadounidense podría haber soñado nunca en aceptarlas».
Al día siguiente Kurusu, agobiado porque se agotaba el tiempo, tomó una iniciativa por su cuenta y se entrevistó con Hull para presentarle una nota personal en la que le decía que si Estados Unidos entraba en guerra en Europa Japón actuaría de forma independiente respecto de sus socios del Pacto Tripartito. En la nota personal Kurusu mencionaba el artículo III del Pacto, que, según él, permitía a Japón «interpretar sus obligaciones con libertad e independencia». «Mi gobierno nunca lanzaría al pueblo de Japón a la guerra a instancias de una potencia extranjera; sólo aceptará la guerra como necesidad última e ineludible para mantener su seguridad y preservar la vida nacional contra una injusticia activa», decía también la nota. Pero Hull, según apuntó en el memorándum de la reunión, no consideró que lo que decía «fuera a ser de especial utilidad» y la descartó.
La respuesta definitiva del gobierno estadounidense, que sería conocida como la Nota Hull, fue entregada a Kurusu y a Nomura a última hora de la tarde del 26 de noviembre por el secretario Hull y en esencia suponía volver a la posición inicial norteamericana, pero en un tono mucho más duro y añadiendo nuevas demandas.

## Contenido

### El documento: las exigencias estadounidenses

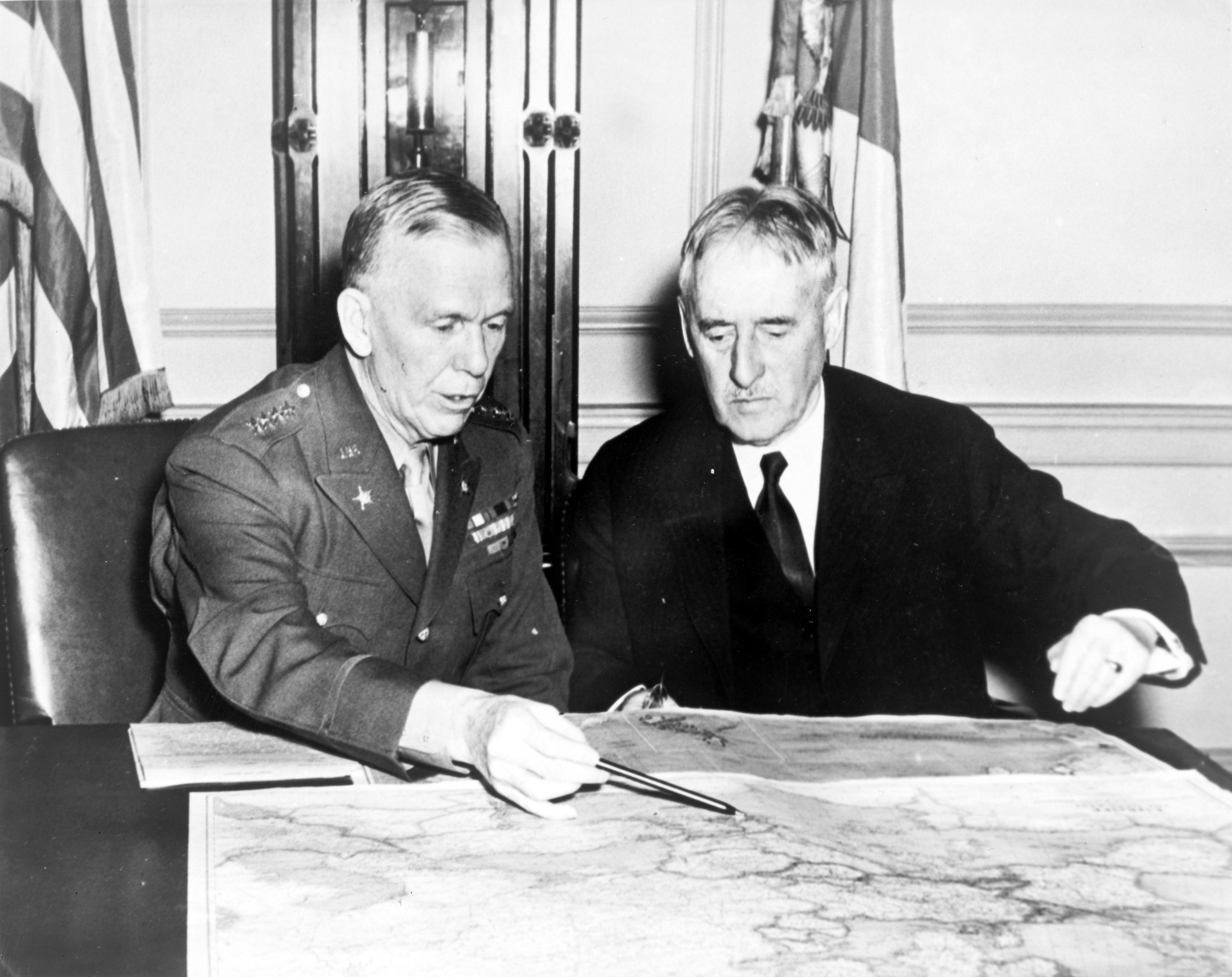
El secretario de Defensa Henry Stimson con el general George Marshall, jefe del Estado Mayor del Ejército, en enero de 1942.

La nota diplomática llevaba por título «Esbozo de la Base Propuesta para un acuerdo entre Estados Unidos y Japón», y en ella se proponía un acuerdo multilateral de no agresión que debía incluir también a Gran Bretaña, China, Holanda, la Unión Soviética y Tailandia —lo que planteaba una primera dificultad para su aceptación por los representantes japoneses ya que sólo estaban autorizados por su gobierno a alcanzar un acuerdo bilateral—. La segunda parte de la nota se titulaba «Pasos que han de dar los Gobiernos de Estados Unidos y Japón» y constaba de diez puntos, en los que se recogían las exigencias estadounidenses: la retirada de las tropas japonesas de Indochina y de China; el reconocimiento del gobierno de Chiang Kai-shek con sede en Chongqing como único gobierno legítimo de China —lo que implicaba que Japón retirara el apoyo al gobierno títere de Wang Jingwei—; la renuncia a los derechos de extraterritorialidad en China y a las ventajas y derechos derivados del Protocolo Bóxer de 1901; el reconocimiento de la libertad de comercio y de la igualdad de oportunidades, como los principios que debían regir las relaciones económicas en Asia. En los «Diez Puntos» también se incluía el abandono por Japón del Pacto Tripartito. En contrapartida Estados Unidos ofrecía la descongelación de los activos japoneses y el inicio de conversaciones para establecer un nuevo tratado comercial y a más largo plazo asegurar la paz en el Pacífico.
Hull reconoció más tarde que no pensaba «seriamente que Japón aceptaría nuestra propuesta», por lo que creía que podría significar la guerra con Japón, y así se lo comentó al Secretario de Defensa Henry Stimson: «Yo ya me he lavado las manos con este asunto; ahora queda en tus manos y en las de Knox [Secretario de Marina], el ejército y la armada». Según Antony Beevor, «solo una renuncia inmediata y completa de los Estados Unidos y Gran Bretaña a sus pretensiones habría podido evitar el conflicto en aquellos momentos. Pero semejante signo de debilidad occidental probablemente hubiera animado a los japoneses a lanzar su ataque frontal».

### Las razones del endurecimiento de la posición de Estados Unidos

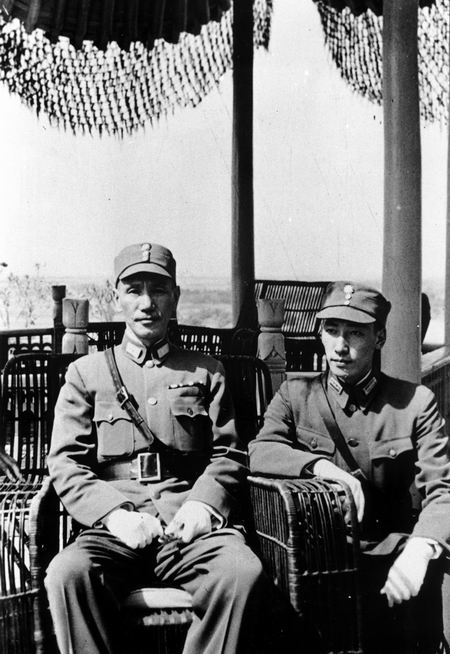
El presidente de la República de China Chiang Kai-shek con su hijo Chiang Wei-kuo en 1941.

La vuelta a la dura posición inicial, en lugar de buscar un modus vivendi como se llegaron a plantear inicialmente Roosevelt y Hull, se debió esencialmente a dos razones. La primera fue el poco entusiasmo de los gobiernos de Gran Bretaña, Holanda y Australia sobre la propuesta japonesa y, sobre todo, el rechazo radical del gobierno chino de Chiang Kai-shek, que le hizo ver al gobierno norteamericano que si contemporizaba con Japón, según explicó Hull después de la guerra, se corría el riesgo «de que se hundieran la moral y la resistencia chinas, e incluso de que se desintegrara la propia China». De hecho el primer ministro británico Winston Churchill había enviado un telegrama al presidente Roosevelt respaldando la postura de Chiang Kai-shek y expresando su preocupación sobre el posible hundimiento de China.

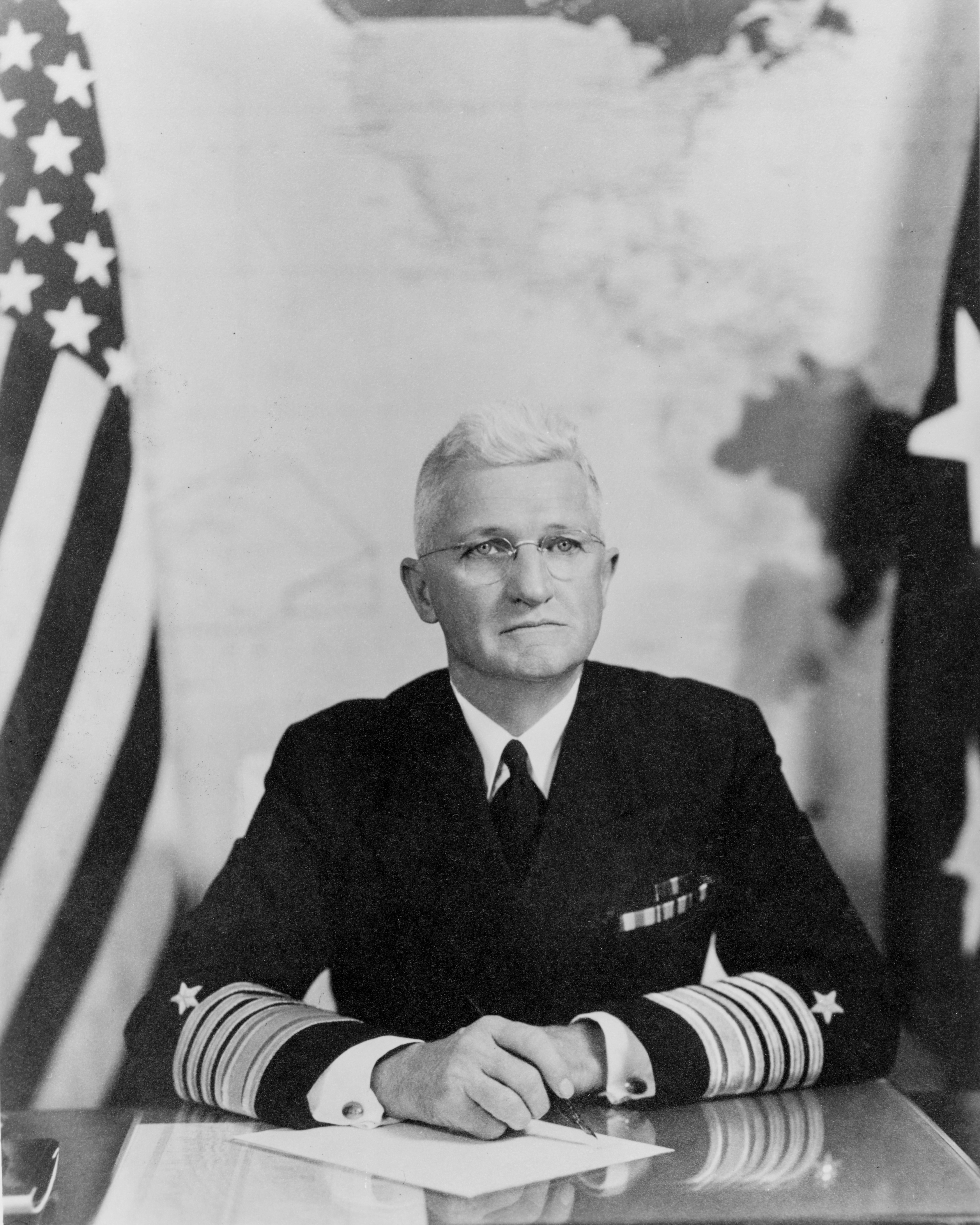
Almirante Harold R. Stark

El segundo factor, probablemente el más decisivo, fue un informe de la inteligencia militar sobre movimientos de tropas japonesas en el sudeste de Asia —se había detectado un gran convoy de buques de guerra y barcos de transporte con unos 50.000 soldados a bordo atravesando el Mar de China Meridional— lo que indicaba que Japón se disponía a lanzar un ataque en cualquier momento. Esta conclusión venía avalada por un telegrama enviado por el ministro Togo a la embajada de Washington, que había sido descifrado por los servicios secretos norteamericanos, en el que se decía que si después del 29 de noviembre no se había alcanzado un acuerdo diplomático, las cosas avanzarían «de forma automática». Cuando fue informado de los movimientos de tropas el presidente Roosevelt se puso furioso porque era una prueba de la mala fe de los japoneses y dijo que esto «cambiaba la situación completamente» —más tarde dijo que estaba convencido de que los japoneses atacarían a Estados Unidos seguramente el 1 de diciembre, «pues es notorio que los japoneses atacan sin avisar»—. Sin embargo, la vuelta a una postura de firmeza frente a Japón no significaba que el gobierno norteamericano quisiera entrar en guerra en aquellos momentos puesto que tanto el Jefe de Estado Mayor del Ejército, el general George Marshall, como el Jefe de Operaciones Navales, el almirante Harold R. Stark, habían informado al presidente Roosevelt de que los Estados Unidos aún no estaban preparados.

### La respuesta japonesa

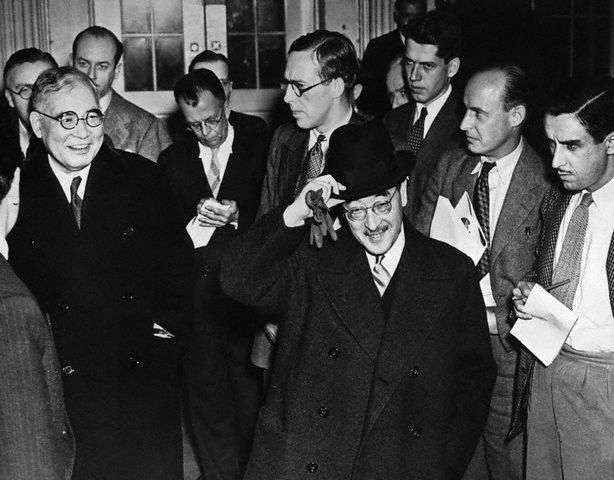
Nomura (izquierda) y Kurusu (derecha) a la salida de su entrevista con el presidente Roosevelt el 27 de noviembre.

Kurusu y Nomura tras leer el documento intentaron que Hull rebajara alguna de las demandas —como la multilateralidad del acuerdo o la retirada del apoyo a Wang Jingwei— pues sabían que su gobierno las rechazaría —como ha señalado la historiadora Eri Hotta, «el esbozo daba la impresión de que Estados Unidos estaba exigiendo a Japón una rendición incondicional sin haberle vencido en una guerra»— pero Hull se negó en redondo. Entonces pidieron entrevistarse con el presidente y la reunión tuvo lugar al día siguiente. Roosevelt les dijo que no pensaba introducir ninguna modificación en la Nota Hull y lo justificó refiriéndose a los recientes «movimientos y declaraciones japoneses, que apuntan de forma inequívoca a la conquista mediante la fuerza, ignorando toda posibilidad de un acuerdo pacífico y los principios en que éste se apoya». Asimismo se mostró decepcionado con los líderes japoneses, los cuales «seguían expresando su oposición a los principios fundamentales de la paz y el orden», añadiendo a continuación una declaración categórica: «Mientras el elemento contrario a la paz que controla el gobierno no se decida definitivamente a actuar y a manifestarse en una dirección pacífica, no habrá conversaciones que puedan llevar a algún sitio, como se ha demostrado de forma palmaria». Finalmente el presidente Roosevelt vaticinó que si «por desgracia [Japón] decide seguir el hitlerismo y toma el camino de la agresión» sería «el gran perdedor». Cuando acabó la reunión el Departamento de Estado, en contra de la política seguida hasta entonces, informó a la prensa de lo que se había tratado. The New York Times publicó al día siguiente, 28 de noviembre:

Todos los esfuerzos de Estados Unidos para resolver sus diferencias con Japón parece que se agotaron ayer y que corresponde a Tokio dar el siguiente paso, que puede ser diplomático o militar.

A mediodía del 27 de noviembre llegó la Nota Hull al gobierno japonés. A pesar de que no contenía una fecha límite para ser contestada, el gobierno y los Estados Mayores del Ejército y de la Armada la entendieron como un ultimátum —y como un insulto—. El ministro Togo, que se planteó dimitir, escribió más tarde: «Perdí toda esperanza. Intenté imaginar que tragaba [con las demandas], pero no había manera de que me pasaran por la garganta». Los consternados líderes japoneses, furiosos sobre todo por la exigencia de la retirada completa de las tropas japonesas de China, volvieron a recurrir a la teoría del «cerco ABCD» para acusar a Estados Unidos de ser el agresor. Por su parte los altos oficiales más belicistas consideraron la nota como «prácticamente un milagro» pues al hacer imposible la solución diplomática dejaba a la guerra como única alternativa.

## Consecuencias

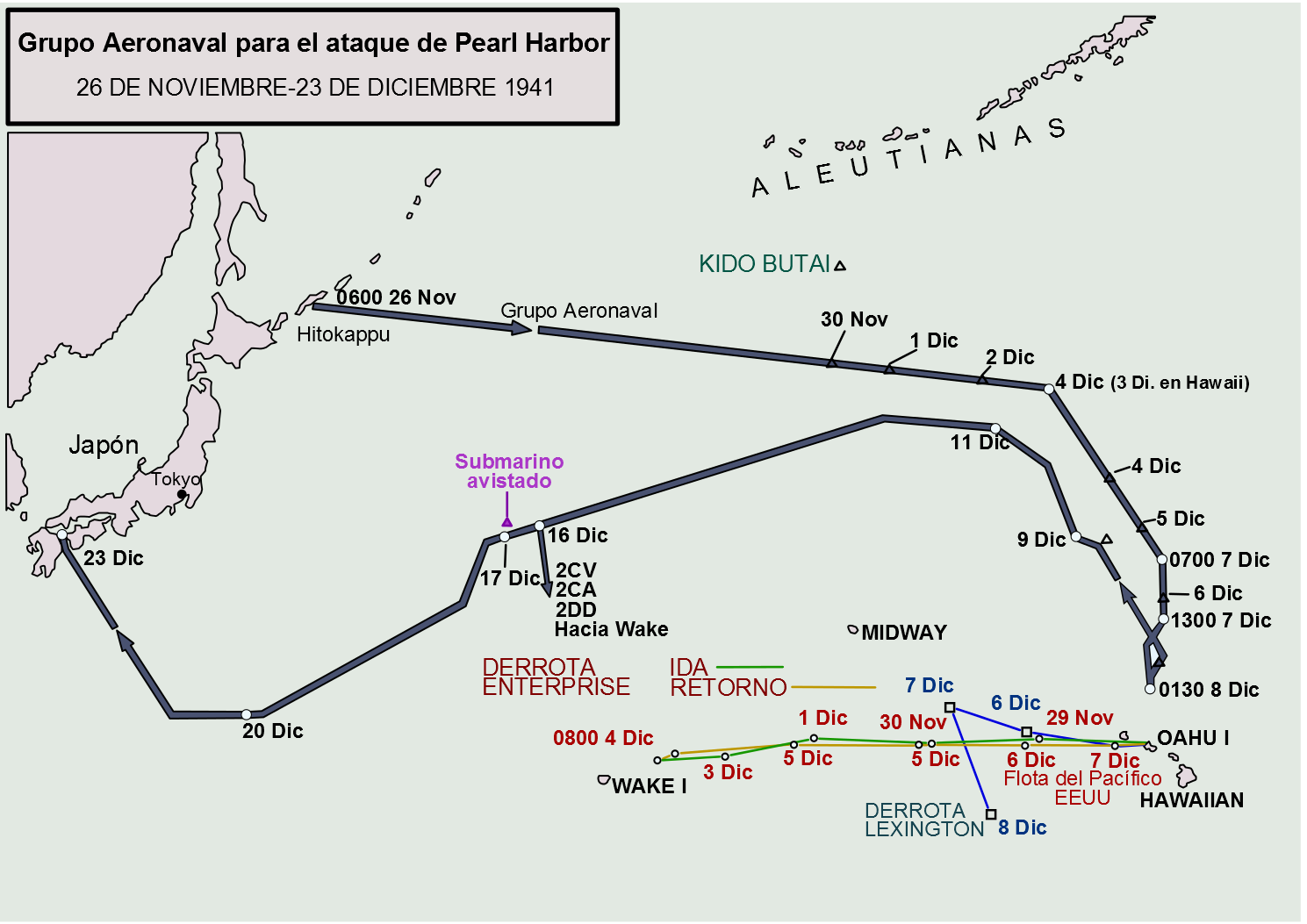
Derrota seguida por la flota japonesa para ir y volver del ataque a Pearl Harbor.

El mismo día que los representantes japoneses en Washington recibían la Nota Hull zarpaba en secreto de la bahía de Hitokappu, en la isla de Iturup del archipiélago de las Kuriles, la flota japonesa al mando del vicealmirante Chuichi Nagumo que iba a atacar Pearl Harbor. Fue entonces cuando se informó a las tripulaciones y a los pilotos de cuál era el objetivo de la misión. La flota estaba compuesta por seis portaaviones, con el Akagi como buque insignia, escoltados solo por dos acorazados, dos cruceros y once destructores. El gobierno norteamericano, que controlaba en parte las comunicaciones cifradas japonesas y había desplegado aviones y barcos de reconocimiento, no se enteró de la salida de la fuerza naval que iba a atacar Pearl Harbor porque se realizó sin utilizar la radio y bajo fuertes aguaceros.

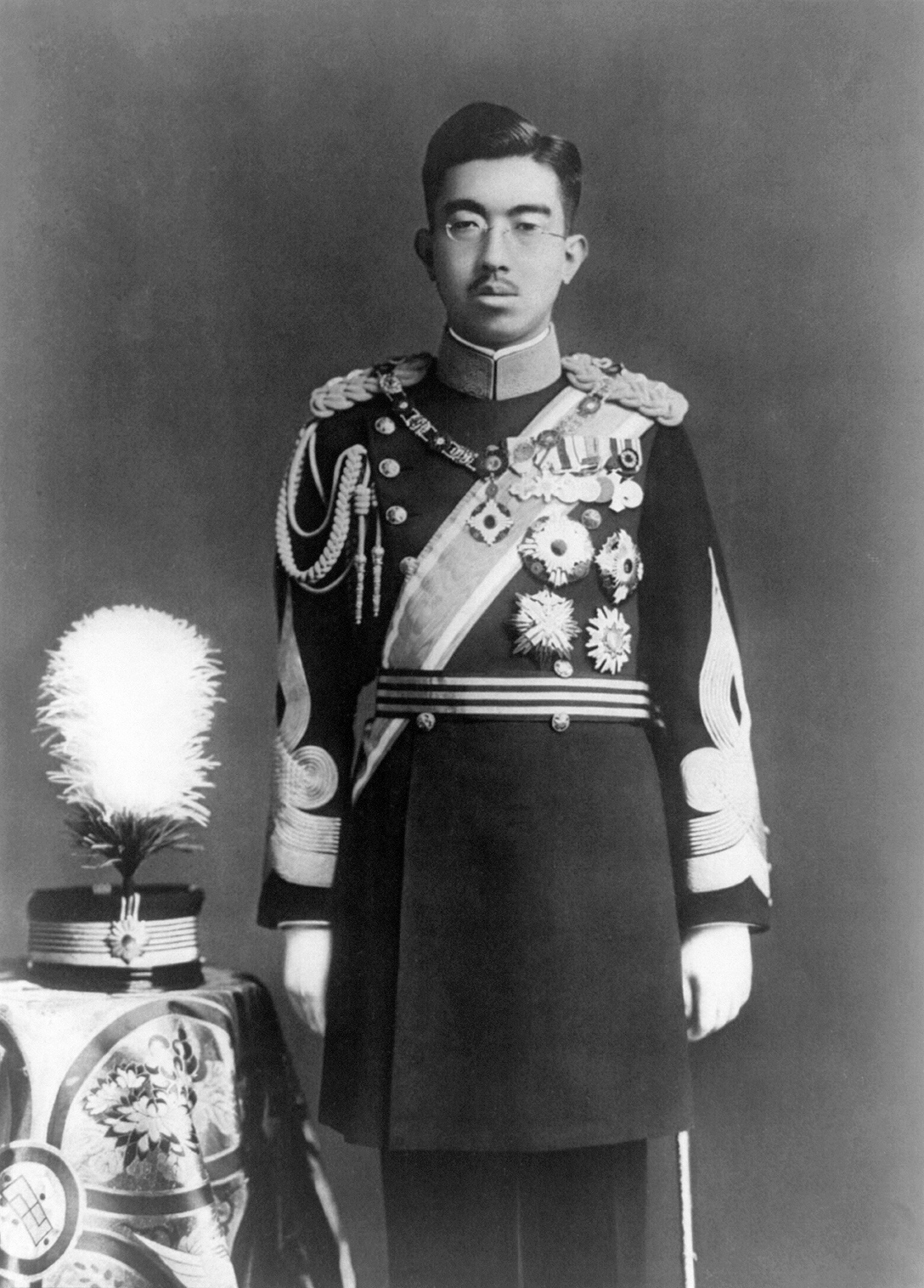
El emperador Hirohito vestido de uniforme militar en 1935.

El 1 de diciembre se reunió la Conferencia Imperial, la cuarta vez en cinco meses, presidida por el emperador Hirohito. El almirante Osami Nagano dijo en nombre de los Estados Mayores del Ejército y de la Armada: «Estamos ahora en posición de comenzar las operaciones, según los planes predeterminados, tan pronto como recibamos la orden imperial de recurrir a la fuerza». Como la fecha límite fijada para las negociaciones con Estados Unidos ya se había rebasado, se aprobó la entrada en guerra contra Estados Unidos, Gran Bretaña y Países Bajos. Tal como establecía el protocolo el emperador Hirohito no habló. El presidente del Consejo Privado Yoshimichi Hara dijo:

Si cediéramos [a las exigencias de Estados Unidos], renunciaríamos de un solo golpe no sólo a nuestras ganancias en la guerras sino-japonesas y ruso-japonesa, sino también a los beneficios del Incidente de Manchuria. Esto no podemos hacerlo. No queremos en absoluto obligar a nuestro pueblo a sufrir mayores privaciones que las que ha soportado estos cuatro años desde el Incidente de China. Pero es evidente que la existencia de nuestro país está siendo amenazada, que los grandes logros del Emperador Meiji quedarán en nada, y que no hay nada más que podamos hacer. Así pues, creo que si las negociaciones con Estados Unidos son imposibles, entonces el comienzo de la guerra, de acuerdo con la decisión de la Conferencia Imperial anterior, es inevitable.

Al día siguiente de la reunión de la Conferencia Imperial el almirante Isoroku Yamamoto, jefe de la Flota Combinada y autor del plan de ataque a Pearl Harbor, envió un mensaje en clave al vicealmirante Nagumo al mando de la flota que navegaba en silencio hacia Pearl Harbor en el que le ordenaba lanzar el ataque. El mensaje decía: «Escalen el monte Niitaka 1208».
Mientras tanto los estados mayores del Ejército y de la Marina de Estados Unidos esperaban el ataque japonés de un momento a otro. Creían que los objetivos más probables serían Malaca, Tailandia o Filipinas. Nadie esperaba que el ataque fuera a Pearl Harbor, en medio del Pacífico. El problema estribaba en que los servicios de inteligencia no sabían donde se encontraban los seis portaviones de la Primera y la Segunda Flota japonesas. El 2 de diciembre, el almirante Husband E. Kimmel, jefe de la Flota del Pacífico, le dijo a uno de sus subordinados cuando le comunicó que seguían sin localizarlos: «¿Quieres decir que podrían estar rodeando Diamond Head [cerca de la entrada a Pearl Harbor] y no lo sabríais?».